# Хорлача
Хорлача (рум. Horlacea) — село у повіті Клуж в Румунії. Входить до складу комуни Синкраю.
Село розташоване на відстані 355 км на північний захід від Бухареста, 42 км на захід від Клуж-Напоки.

## Населення
За даними перепису населення 2002 року у селі проживали 177 осіб.
Національний склад населення села:
| Національність | Кількість осіб | Відсоток |
| -------------- | -------------- | -------- |
| угорці         | 146            | 82,5%    |
| румуни         | 31             | 17,5%    |

Рідною мовою назвали:
| Мова      | Кількість осіб | Відсоток |
| --------- | -------------- | -------- |
| угорська  | 146            | 82,5%    |
| румунська | 31             | 17,5%    |